# 圣爱米巨红教堂

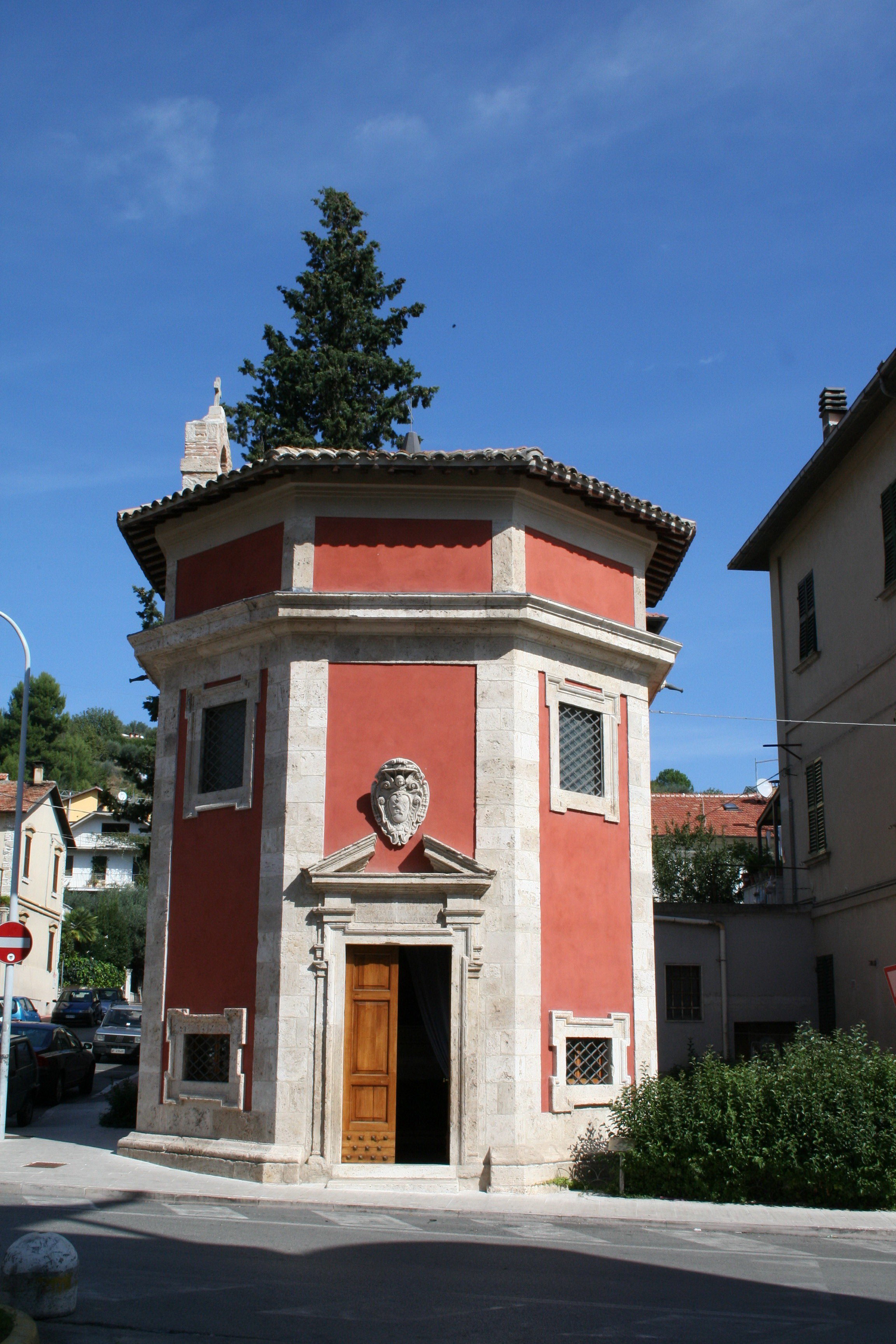

圣爱米巨红教堂（ Tempietto Sant'Emidio Rosso ）是一座罗马天主教教堂，位于意大利马尔凯大区阿斯科利皮切諾省阿斯科利皮切诺，供奉该市的主保圣人圣爱米巨。 